# Clayton Peroti
Clayton Peroti is een Nederlands musicalacteur van Surinaamse afkomst.

## Opleiding
Clayton kreeg 3 jaar dansles van Lucia Marthas en had workshops en masterclasses bij onder meer Gosschalk Trainingen.
Daarnaast had Clayton zanglessen van Ger Otte, Jimmy Hutchinson en Margot Giselle en acteerlessen van Carline Brouwer, Sijtze van der Meer, Henny Kaan, Howard van Dodemondt en Judith Brokking.

## Theater
- Clayton werkte mee aan diverse (dinner-)shows.
- 2004/2006: The Lion King - ensemble, U.S. Simba of Pumbaa.
- 2006: Star Nights (dinnershow in The Stage te Antwerpen)
- 2007/2009: Tarzan - Tark
- 2010/2011: Notre-Dame de Paris - Clopin
- 2012/2013: Soul Celebration
- 2014/2015: Dreamgirls - Jimmy T. Early

## Prijzen
- 2007: Winnaar John Kraaijkamp Musical Award mannelijke bijrol in een grote productie (Tarzan)